# 朝日広告社 (福岡県)
株式会社朝日広告社（あさひこうこくしゃ）は、福岡県北九州市小倉北区に本社を置く日本の総合広告代理店。朝日新聞社のグループ企業である。
なお、東京都中央区に本社を置く同名の会社朝日広告社も朝日新聞社のグループ企業であるが、両社に直接の資本関係は無い。

## 概要
新聞・テレビ・ラジオ・雑誌などの広告をはじめ、ポスター等の印刷物、ウェブコンテンツや映像コンテンツ、イベントの企画・運営、タレント・講師のキャスティングなどを行なう会社である。

## 沿革
- 1930年（昭和5年）4月1日 - 福岡県門司市（現・北九州市門司区）にて創業。
- 1937年（昭和12年）4月1日 - 小倉市（現・北九州市小倉北区）に本社移転。
- 1947年（昭和22年）3月27日 - 有限会社に組織変更。
- 1964年（昭和39年）12月15日 - 株式会社に組織変更。
- 1970年（昭和45年）5月12日 - 北九州市小倉北区砂津に本社移転。
- 1974年（昭和49年）4月1日 - 熊本朝日広告社と合併。
- 2004年（平成16年）1月14日 - 現在地に本社移転。
- 2009年（平成21年）4月1日 - 久留米朝日広告社を合併。
- 2011年（平成23年）3月24日 - 佐賀朝日広告社を子会社化。
- 2012年（平成24年）4月1日 - 佐賀朝日広告社を吸収合併、支社化。
- 2018年（平成30年）4月1日 - 朝日メディアテック株式会社を吸収合併。
- 2020年（令和2年）4月1日 - 創業90周年

## 事業所
- 本社 - 福岡県北九州市小倉北区大手町11-3 大手町アイビースクエア
- 福岡支社 - 福岡県福岡市博多区
- 熊本支社 - 熊本県熊本市
- 大分営業部 - 大分県大分市
- 長崎営業部- 長崎県長崎市
- 宮崎営業部 - 宮崎県宮崎市
- 山口営業部 - 山口県山口市